# باول سنجر
باول سنجر (بالإنجليزية: Paul Singer)‏ (و. 1932 – 2018 م) هو اقتصادي، وأستاذ جامعي برازيلي، ولد في فيينا، توفي في ساو باولو، عن عمر يناهز 86 عاماً.

## التعليم
تعلم في جامعة برنستون.

## جوائز
حصل على جوائز منها:
- Grand Decoration of Honour for Services to the Republic of Austria ‏.